# Baar, Aichach-Friedberg
Baar là một đô thị ở Aichach-Friedberg bang Bayern thuộc nước Đức.